# Felix Heikel

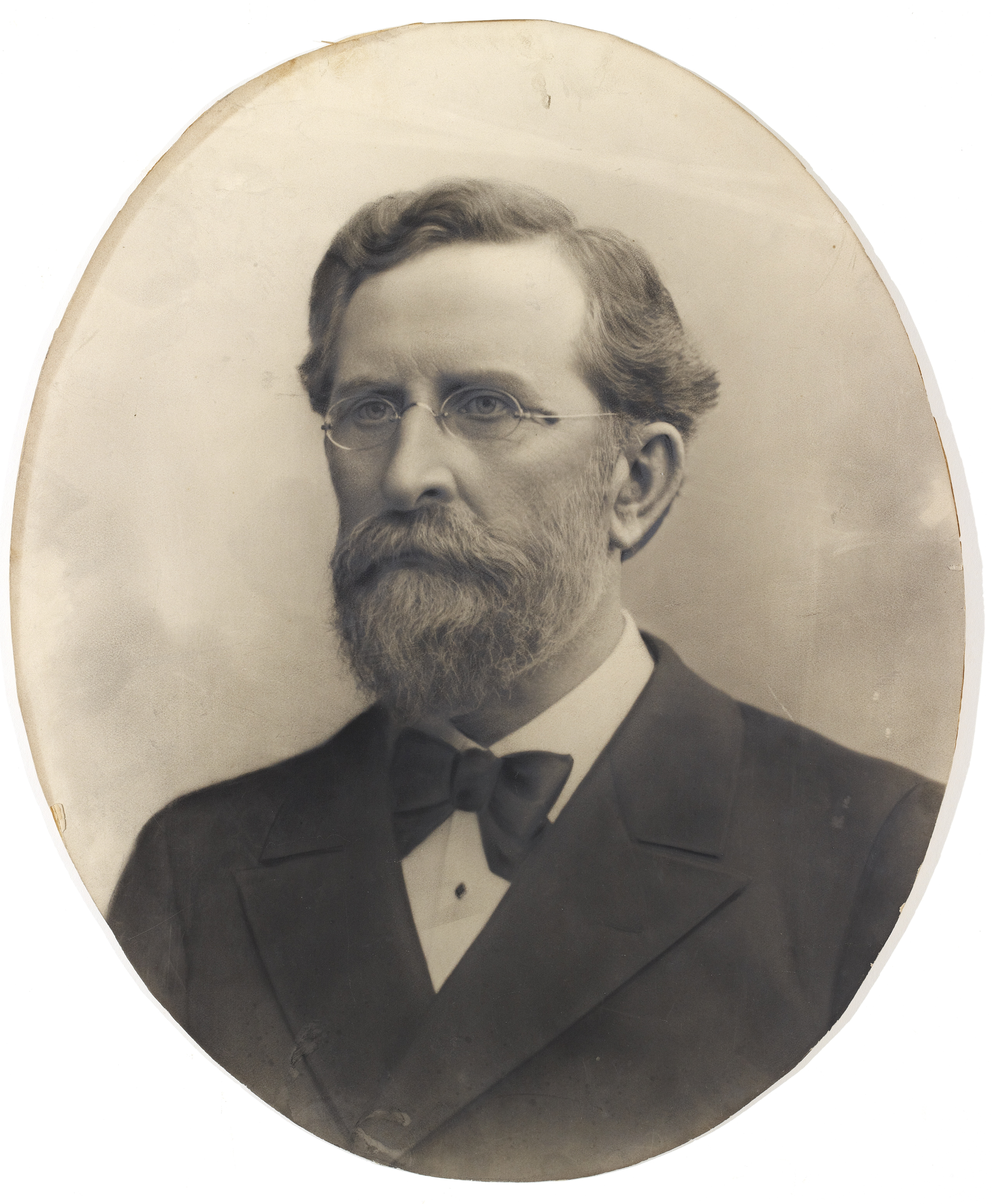
Felix Heikel vid 1890-talet.

Karl Felix Heikel, född den 3 juni 1844 i Åbo, död den 20 maj 1921 i Helsingfors,<refref> var en finländsk bankman. Han var son till Henrik Heikel, bror till Viktor Heikel, far till Estrid Hult samt kusin till Axel och Ivar Heikel.
Heikel blev student 1862 och filosofie kandidat 1868, ägnade sig åt den pedagogiska banan samt gjorde resor för studium av folkskoleväsendet till Skandinavien, Tyskland och Nordamerika. Han blev 1881 direktör för handelsinstitutet i Brahestad och inträdde 1892 i direktionen för Nordiska aktiebanken i Viborg (sedan 1907 i Helsingfors). 
Heikel var verksam kommunalman och deltog även i det politiska livet, där han som medlem av ständerrepresentationen från 1882 till och med 1906 intog en inflytelserik ställning genom grundliga kunskaper och moderat hållning. Vid 1901 års lantdag var han talman i borgarståndet. Han tillhörde svenska folkpartiet.
Heikel utgav en mängd broschyrer i politiska och ekonomiska frågor, bland andra Finlands bank- och penningeväsen (1888).

## Verk
- Från Förenta Staterna: Nitton bref jemte bihang. Hufvudstadsbladet, Helsingfors 1873, nyutgåva Hufvudstadsbladet, Helsingfors 1973. Digital version via Nationalbiblioteket.
- Yhdysvalloista: Yhdeksäntoista kirjettä liitteineen. J. Häggman ja S. Hirvonen, Joensuu 1876.
- Om allmänt välstånd. Lättfattliga föreläsningar för arbetare 4. 1876
- Om priset och arbetslönen. Lättfattliga föreläsningar för arbetare 5. 1876
- Om myntet samt olika slag af Spar- och lånekassor. Lättfattliga föreläsningar för arbetare 6. 1877
- Centralt eller moderat? Politisk flygskrift af. F. H. Beijer, Helsingfors 1886
- Johan och Baltzar Fellman: Minnesteckning. Uleåborg 1887
- Vid möten och sammanträden: En kort handledning. Edlund, Helsingfors 1887
- Lyhykäinen johdatus kokouksien ja istuntojen pitämiseen. Edlund, Helsinki 1887
- Finlands bank- och penningeväsen: Ett bidrag till belysande af den ekonomiska utvecklingen åren 1809-1887. Edlund, Helsingfors 1888
- Vårt nya statsskick. Politiska ströskrifter 1. Helsingfors 1918
- Nordiska aktiebanken för handel och industri 1872–1919. Nordiska aktiebanken, Helsingfors 1922
- Pohjoismaiden osakepankki kauppaa ja teollisuutta varten. Helsinki 1922